# Spartina anglica
Spartina anglica é uma espécie de planta  do gênero Spartina e da família Poaceae.  

## Taxonomia
A espécie foi descrita em 1978 por Charles Edward Hubbard. 